# Diuris brevissima
Diuris brevissima är en orkidéart som beskrevs av Robert Desmond David Fitzgerald och William Henry Nicholls. Diuris brevissima ingår i släktet Diuris och familjen orkidéer. Inga underarter finns listade i Catalogue of Life.